# Мадьяр, Габор
Габор Мадьяр (венг. Magyar Gábor; 5 декабря 1914, Будапешт — 8 июня 2011, Урбана, штат Иллинойс, США) — венгерско-американский виолончелист. Преподаватель музыки в Иллинойском университете (1972—1980).

## Биография
Учился в Будапештском музыкальном училище у Антала Фриша, затем в Музыкальной академии Ференца Листа у Енё Керпея, а также у Лео Вайнера и Золтана Кодаи. В 1939 году начал активную концертную деятельность, сотрудничал в Риме с Альфредо Казеллой, впервые в Венгрии исполнил виолончельный концерт Дариуса Мийо, однако с началом Второй мировой войны карьера Мадьяра прервалась, на некоторое время он даже оказался в концлагере. В 1948 году он уехал из Венгрии в Венесуэлу, где также впервые в этой стране исполнил концерт Мийо. С 1949 года жил в США. В 1951—1956 годах он был профессором виолончели и камерного ансамбля в Оклахомском университете, продолжая концертировать как солист. В 1956 году Мадьяр завершил сольную карьеру, заняв место виолончели в Венгерском квартете — и оставался в составе ансамбля на протяжении последних 16 лет его существования. С 1980 года жил в Иллинойсе.

## Национальные награды
- Béla-Pásztory Award
- Bartók Kuratorium 1987
- French Grand Prix du Disque